# Владислав Желенський
Влади́слав Марце́лій Желе́нський гербу Цьолек (пол. Władysław Marceli Żeleński herbu Ciołek; 11 липня 1903, Пархач (нині Межиріччя, Сокальщина) або Львів — 25 червня 2006, Париж) — польський правник, прокурор, адвокат. Представник сторони звинувачення на Варшавському процесі ОУН у справі про страту за вироком Революційного трибуналу ОУН міністра внутрішніх справ Польщі Броніслава Пєрацького. У післявоєнні роки — прибічник українсько-польського примирення, один з засновників українсько-польського товариства у Парижі.

## Життєпис
Уродженець України. Внук польського композитора, піаніста Владислава Марціяна Желенського (1837—1921), небіж журналіста, критика, письменника Тадеуша Боя-Желенського (1874—1941), розстріляного нацистами у Львові в липні 1941 разом із групою польських університетських викладачів.
Навчався в гімназії у Кракові, в 11 років помер після смертельного поранення в одному з боїв його батько Станіслав — відомий архітектор Кракова, під час Першої світової війни — ад'ютант генерала Тадеуша Розвадовського.
Вступив на правничий факультет Варшавського університету, переїхав до міста. Певний час жив у дядька[якого?] Тадеуша, де познайомився з Єжи Ґедройцем, з яким стали однодумцями в «українському питанні». Навчання поєднував із підробітками.
Майже 50 років розслідував справу «львівських професорів», завдяки йому ще раз було доведено непричетність до неї українців з батальйону «Нахтігаль». Створив власний архів, частина «Архіву Желенського» перебуває в Інституті генерала Сікорського в Лондоні, частина — в Архіві нових актів у Варшаві.
Взяв активну участь у роботі польсько-українського товариства, створеного у Парижі в червні 1976 р. Через 2.5 роки був обраний до керівництва Товариства, з грудня 1980 р. очолив його. Брав участь у грудні 1979 р. у спільній українсько-польській конференції з нагоди 50-річчя ОУН. У Мюнхені зустрівся з діячем ОУН та науковцем Володимиром Янівим; за словами останнього, мав бажання працювати заради майбутнього. Ініціював спільний українсько-польський заупокійний молебень у польському костелі Парижу по смерті Патріарха Української греко-католицької церкви кардинала Йосифа Сліпого. Підтримував греко-католиків, був прибічником створення патріархату УГКЦ.

У листі до відомої діячки українського жіночого руху Мілени Рудницької, яка його підтримувала, сказав: 
|  | Наші народи… розташовані поблизу сусідами, мають однакові цілі: свободу і незалежність, повинні об'єднатися дружбою і взаємоповагою…. Дорога до цього веде через знаходження спільної моральної мови і однакової етичної позиції. |

Помер у Парижі, маючи 103 роки. Його відспівували в тому костелі, у якому проходив спільний молебень поляків і українців за упокій душі Йосипа Сліпого… Похований на польському цвинтарі Ле-Шампо в Монморансі.